# Ohrigstad
Ohrigstad (Afrikaans signifiant « ville d'Ohrig »), auparavant Andries Orieg Stad, est une petite ville située au nord de Lydenburg, dans la province du Limpopo en Afrique du Sud. 

## Géographie
Plus ancienne localité de la Route du Panorama, Ohrigstad est située au nord de la région de Bokoni, célèbre pour ses habitats en pierre, ses routes bordées de murs et son agriculture en terrasse. 

## Démographie
Selon le recensement de 2011, Ohrigstad compte 521 habitants (49% de Blancs, essentiellement Afrikaners de langue afrikaans et 49% de Noirs majoritairement de langue sepedi).

## Administration
Depuis 2000, Ohrigstad est gérée par la municipalité locale de Greater Tubatse au sein du district de Sekhukhune.

## Histoire
Ohrigstad fut fondée en 1845 par le Voortrekker Andries Hendrik Potgieter qu'il nomma  Andries-Ohrigstad, d'après son nom et celui du cofondateur de la localité, le marchand néerlandais Gregorius  Ohrig, afin d'y installer le volksraad des Voortrekkers après la décision prise d'abandonner Potchefstroom. Les quelque 300 familles boers qui décidèrent de s'y installer sont cependant vite décimés par la malaria et forcés d'abandonner l'endroit en 1848 pour se rapatrier vers Lydenburg où le volksraad est réinstallé. 
Le 14 mai 1873, cette région du nord du Transvaal est proclamée champ aurifère public après la découverte d'or dans la rivière Selati (en).
Ce n'est cependant que lorsque la situation sanitaire est sous contrôle qu'Ohrigstad commence à être repeuplé au début des années 1900 et à se développer.

## Personnalités liées à Ohristad
- Constand Viljoen, mort à Ohristad